# Matloue
 (novembre 2024).

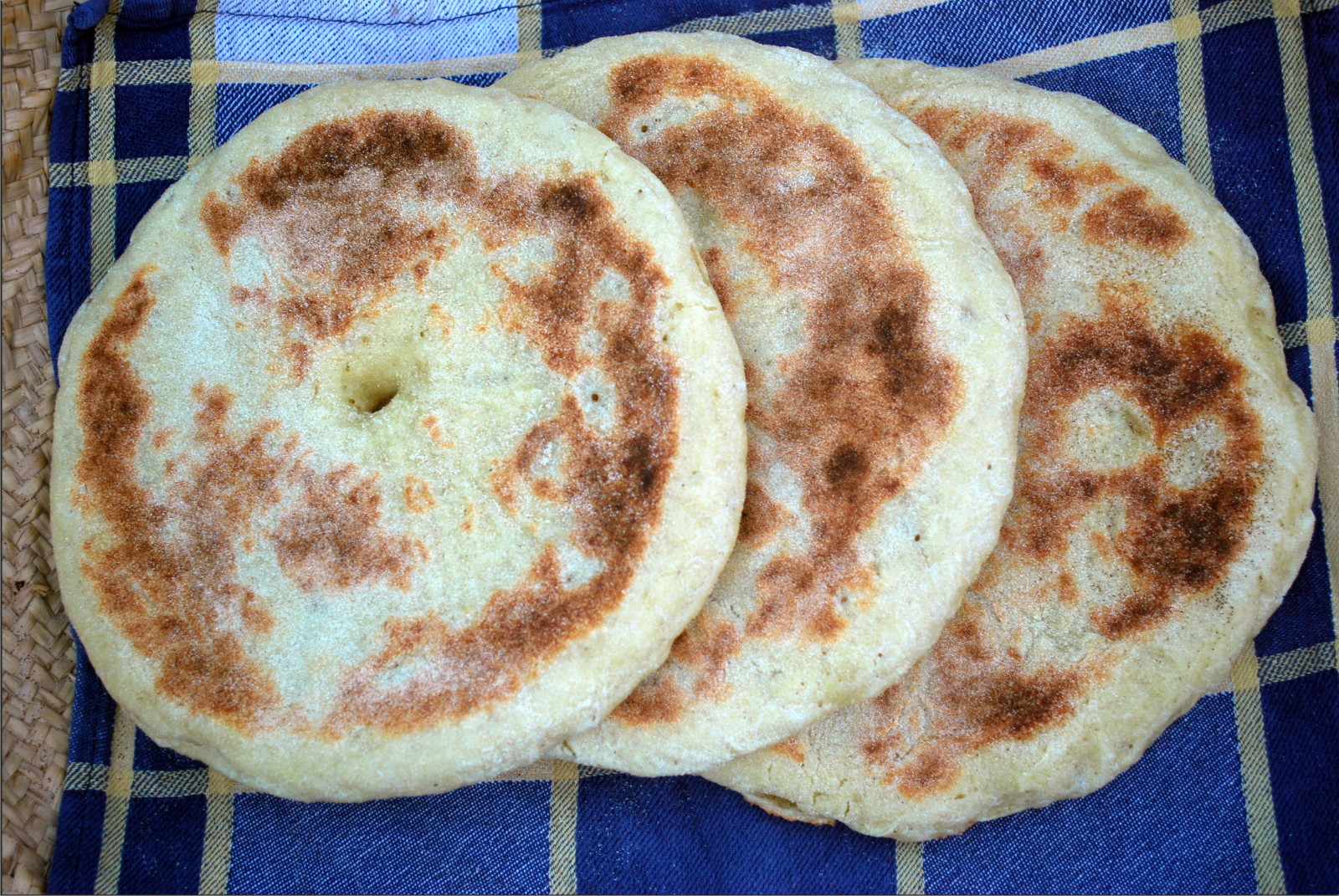
Matloue

Le matloue, matlou’ (arabe : المطلوع), également appelé khobz 't-tadjine ou ar'eroum-en-temthount en kabyle, est un pain au levain de la cuisine algérienne,. Il est préparé à base de semoule de blé ou d'orge et d'un levain naturel appelé ighessen (n) temtount, et cuit sur un tajine en terre cuite ou en fonte.

## Consommation
Le matloue est consommé dans l'ensemble du pays, en particulier pendant le ramadan où il est indispensable sur les tables algériennes.